# Olympische Sommerspiele 1900/Leichtathletik – Dreisprung (Männer)
Der Dreisprung der Männer bei den Olympischen Spielen 1900 in Paris wurde am 16. Juli 1900 im Croix Catelan entschieden.
Es gab einen dreifachen US-amerikanischen Erfolg. Olympiasieger wurde Meyer Prinstein, James Connolly belegte Rang zwei vor Lewis Sheldon.

## Rekorde
Die damals bestehenden Weltrekorde waren noch inoffiziell.
| Weltrekord         | 15,26 m | Matthew Roseingreve | Irland | Gort (Irland), 15. August 1895         |
| Olympischer Rekord | 13,71 m | James Connolly      | USA    | OS Athen (Griechenland), 6. April 1896 |

Abweichende Quellen benennen den US-Amerikaner Edward Bloss mit 14,78 m (1893) oder auch seinen Landsmann Daniel Shanahan mit 15,28 m (1888) als Rekordhalter. Die Differenzen haben offenbar vor allem damit zu tun, ob unterschiedliche Sprungtechniken anerkannt werden oder nicht. Schon lange gibt es heute bzgl. der Reihenfolge der beim Absprung eingesetzten Beine die Regel, dass diese entweder links – links – rechts oder rechts – rechts – links zu erfolgen hat. Diese Vorschrift war damals allerdings noch nicht eindeutig etabliert und wurde auch beim olympischen Wettkampf in Paris noch nicht angewendet.
Folgende Rekorde wurden bei diesen Olympischen Spielen im Dreisprung gebrochen oder eingestellt:
| OR | 14,47 m | USA | Meyer Prinstein | 16 Juli |

## Medaillen
Wie schon bei den I. Olympischen Spielen vier Jahre zuvor gab es jeweils eine Silbermedaille für den Sieger und Bronze für den zweitplatzierten Athleten. Der Sportler auf Rang drei erhielt keine Medaille.

## Ergebnis
| Platz                | Athlet            | Land           | Weite (m)                                     |
| -------------------- | ----------------- | -------------- | --------------------------------------------- |
| 1                    | Meyer Prinstein   | USA            | 14,47 OR                                      |
| 2                    | James Connolly    | USA            | 13,97000                                      |
| 3                    | Lewis Sheldon     | USA            | 13,64000                                      |
| 4                    | Patrick Leahy     | Großbritannien | 13,36000                                      |
| 5                    | Albert Delannoy   | Frankreich     | k. A.                                         |
| 6                    | Alexandre Tuffèri | Frankreich     | k. A.                                         |
| Weitere Teil- nehmer | Frank Jarvis      | USA            | Weiten und Platzie- rungen nicht zu ermitteln |
| Weitere Teil- nehmer | John McLean       | USA            | Weiten und Platzie- rungen nicht zu ermitteln |
| Weitere Teil- nehmer | Daniel Horton     | USA            | Weiten und Platzie- rungen nicht zu ermitteln |
| Weitere Teil- nehmer | Karl Gustaf Staaf | Schweden       | Weiten und Platzie- rungen nicht zu ermitteln |
| Weitere Teil- nehmer | Eric Lemming      | Schweden       | Weiten und Platzie- rungen nicht zu ermitteln |
| Weitere Teil- nehmer | Waldemar Steffen  | Deutschland    | Weiten und Platzie- rungen nicht zu ermitteln |
| Weitere Teil- nehmer | Pál Koppán        | Ungarn         | Weiten und Platzie- rungen nicht zu ermitteln |

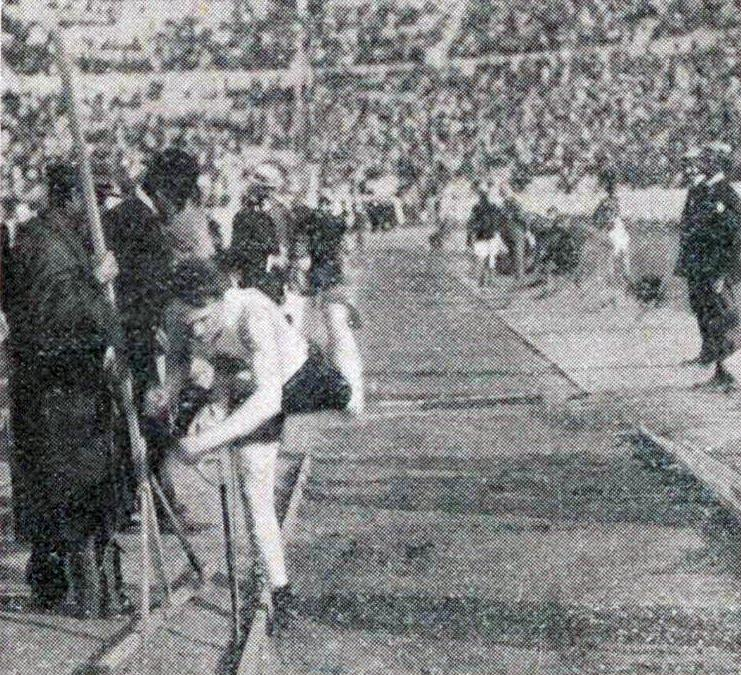
Olympiasieger Meyer Prinstein – hier im Jahre 1906 – auch Zweiter im Weitsprung

Meyer Prinstein nutzte seine zweite Chance auf Olympiagold in dem auf einen Montag angesetzten Dreisprung, nachdem er im Weitsprungfinale tags zuvor aus religiösen Gründen nicht angetreten und mit seiner aus der Qualifikation anerkannten Weite noch um einen Zentimeter auf Rang zwei verdrängt worden war.
James Connolly war bei den ersten Olympischen Spielen in Athen Sieger des Dreisprungs und verpasste mit seinem zweiten Platz die Chance, als erster Athlet der Geschichte Sieger bei zwei Olympischen Spielen zu werden.
Der fünftplatzierte Patrick Leahy war Ire. Irland war zu jener Zeit aber kein selbständiger Staat, sondern Bestandteil des Vereinigten Königreichs Großbritannien und Irland.
Alexandre Tuffèri – hier in Paris Sechster – war Franzose, lebte aber in Athen, wo er bereits bei den ersten Olympischen Spielen Zweiter im Dreisprung geworden war. Er nahm später die griechische Staatsbürgerschaft an und startete bei den Olympischen Zwischenspielen 1906 im 110-Meter-Hürdenlauf.
Zu den Springern ab Platz fünf sind keine Weitenangaben zu ermitteln, zu denen ab Rang sieben ist auch keine Rangfolge mehr feststellbar. Die Weite von Leahy ist nicht in allen Quellen angegeben.

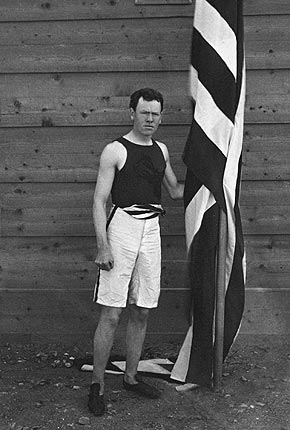
James Connolly – Der Olympiasieger von 1896 kam hier auf den zweiten Platz
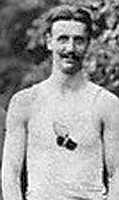
Der Olympiadritte Lewis Sheldon
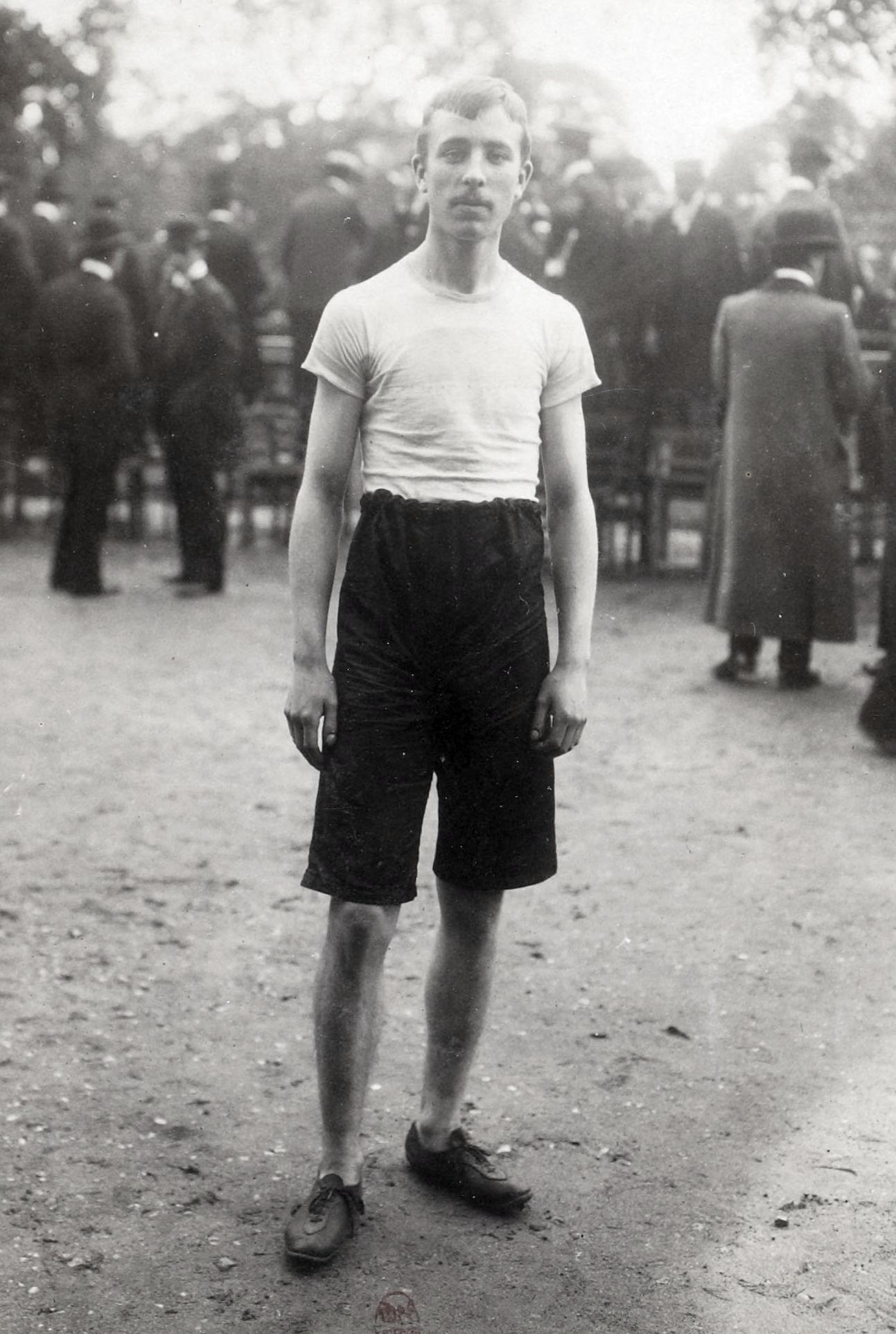
Albert Delannoy – Fünfter im Dreisprung und Weitsprung – hier im Jahre 1898
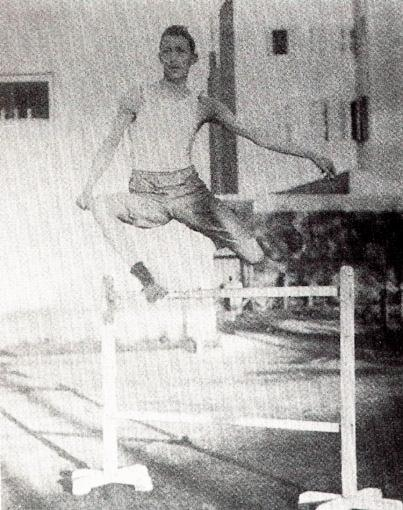
Rang sechs für Alexandre Tuffèri
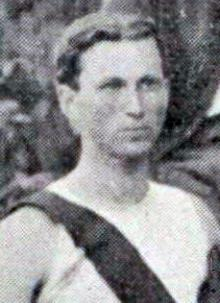
Der 100-Meter-Olympiasieger Frank Jarvis nahm auch am Dreisprung teil
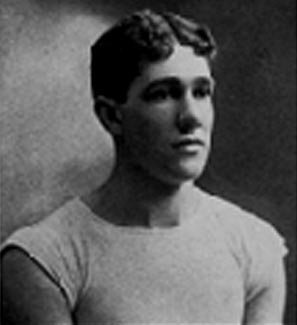
John McLean, Olympiazweiter über 110 Meter Hürden, war darüber hinaus Teilnehmer im Drei- und Standdreisprung sowie Sechster im Weitsprung
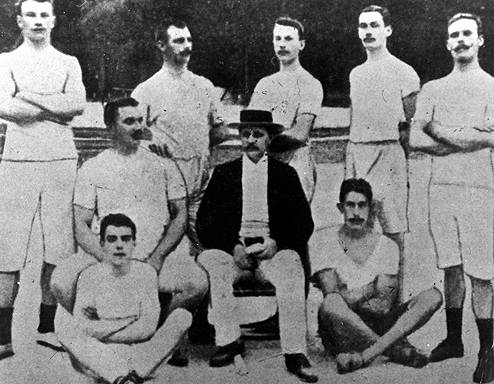
Schwedens Olympiamannschaft in Paris mit den beiden Dreisprungteilnehmern Karl Gustaf Staaf (obere Reihe, ganz links) und dem später besonders im Speerwurf erfolgreichen Eric Lemming (ganz rechts unten)